# Arno Bieberstein
Arno Bieberstein (Magdeburgo, 23 ottobre 1883 – Magdeburgo, 17 maggio 1918) è stato un nuotatore tedesco, campione olimpico nei 100 m dorso nel 1908.

## Biografia
Nel 1908 Arno Bieberstein si presentò alla IV Olimpiade di Londra forte di tre titoli nazionali tedeschi consecutivi nel dorso, nonché del titolo nazionale austriaco vinto nel 1907. Il 16 luglio vinse la prima batteria e la semifinale dei 100 m dorso con identico tempo, 1'25"6, il migliore realizzato fra tutti i concorrenti in gara. Il giorno dopo in finale si migliorò di un secondo, vincendo la gara in 1'24"6 davanti al danese Ludvig Dam (1'26"6) e al britannico Herbert Haresnape (1'27"0).
Bieberstein viene ricordato per essere stato l'ultimo campione olimpico a nuotare a rana sul dorso; a partire da Harry Hebner, campione olimpico a Stoccolma 1912, i dorsisti adottarono universalmente la nuotata a crawl sul dorso.
Nel 1988 fu inserito nella International Swimming Hall of Fame, la Hall of Fame internazionale del nuoto.

## Palmarès
- Giochi olimpici: 1 medaglia
  - 1 oro (100 m dorso 1908)
- Campionati nazionali tedeschi di nuoto:
  - 3 titoli (1905-1907)
- Campionati nazionali austriaci di nuoto:
  - 1 titolo (1907)